# Силовые линии векторного поля

Силовые линии, изображающие электрическое поле, созданное положительным зарядом (слева), отрицательным зарядом (по центру) и незаряженным объектом (справа)

Силовые магнитные линии короткого соленоида с током. Направление тока в обмотке соленоида изображено крестиком и точкой в кружочках. Направление вектора магнитного поля внутри соленоида определяется по правилу буравчика.

Силова́я ли́ния, или ли́ния по́ля, или интегра́льная крива́я, — кривая, касательная к которой в любой точке сонаправлена с вектором поля в данной точке.
Служит для графического представления векторных полей. 
Кривая задаётся параметрически как {\displaystyle \mathbf {r} (s)} ({\displaystyle \mathbf {r} } − радиус-вектор, {\displaystyle s} − параметр) и удовлетворяет дифференциальному уравнению
{\displaystyle {\frac {d\mathbf {r} (s)}{ds}}={\mathbf {F} (\mathbf {r} (s)) \over |\mathbf {F} (\mathbf {r} (s))|}}
с условием {\displaystyle \mathbf {r} (0)=\mathbf {r} _{\text{0}}}, где {\displaystyle \mathbf {F} } — рассматриваемое поле.
Рисунок, показывающий совокупность интегральных линий, иногда называют диаграммой или изображением векторного поля. Подобные изображения используются в электродинамике, гидродинамике, в анализе гравитационных полей и других сферах. Если векторное поле описывает течение некоторой среды, скажем, жидкости, газа, электрического тока, то интегральные кривые такого поля принято называть линиями тока.

## Общие замечания
Построение семейства силовых линий является способом визуализации векторных полей, которые сложно наглядно изобразить каким-либо другим образом. При корректном построении плотность числа линий вблизи конкретной точки пропорциональна величине поля. Вопрос о количестве линий лишён смысла — их столько, сколько нанесёт автор чертежа. В области сравнительно больших полей соседние линии приближаются друг к другу (происходит «сгущение»), а в области слабых полей отдаляются.
Иногда наносятся стрелки, помечающие направление вектора поля. Если силовая линия перпендикулярна плоскости рисунка, то её направление изображается либо крестиком в кружочке (если поле направлено за рисунок), либо точкой в кружочке (если оно направлено к читателю) — как вид стрелы лука со стороны оперения и со стороны наконечника. Вектор физического силового поля обычно называется напряжённостью поля.
Так как поле — однозначная функция координат, через каждую точку может проходить только одна силовая линия, за исключением особых точек, где направление вектора поля неопределённо. Некоторые физические поля имеют свои особые точки, проявляющиеся в изображении интегральных кривых. В частности, точечный электрический заряд является центром, в котором сходятся или из которого расходятся силовые линии. Примером иного типа особой точки служит точка, лежащая посередине между двумя равными зарядами. 

## Электрическое поле
Электрическое поле описывается уравнениями Максвелла
{\displaystyle \mathrm {rot} ~\mathbf {E} =-{\frac {\partial \mathbf {B} }{\partial t}},\quad \mathrm {div} ~\mathbf {D} =\rho },
где {\displaystyle \mathbf {E} } — вектор напряжённости электрического поля, {\displaystyle \mathbf {B} } — вектор магнитной индукции, {\displaystyle \mathbf {D} } — вектор индукции электрического поля, {\displaystyle \rho } — плотность электрического заряда.
Электрическое поле может быть как потенциальным, так и вихревым (возникающим за счёт явления электромагнитной индукции), или комбинацией этих двух случаев.
Потенциальное электрическое поле имеет интегральные кривые, которые начинаются на положительных зарядах и заканчиваются на отрицательных зарядах или уходят в бесконечность. Согласно закону Кулона сила, действующая на пробный заряд, будет направлена по касательной к интегральной кривой. Силовые линии вихревого поля всегда замкнуты, их густота в точке пространства определена значением производной по времени магнитной индукции в этой точке, а направление определяется правилом буравчика.
В опытах силовые линии электрического поля могут быть наглядно визуализированы при помощи суспензий диэлектрических порошков в диэлектрических жидкостях.

## Магнитное поле

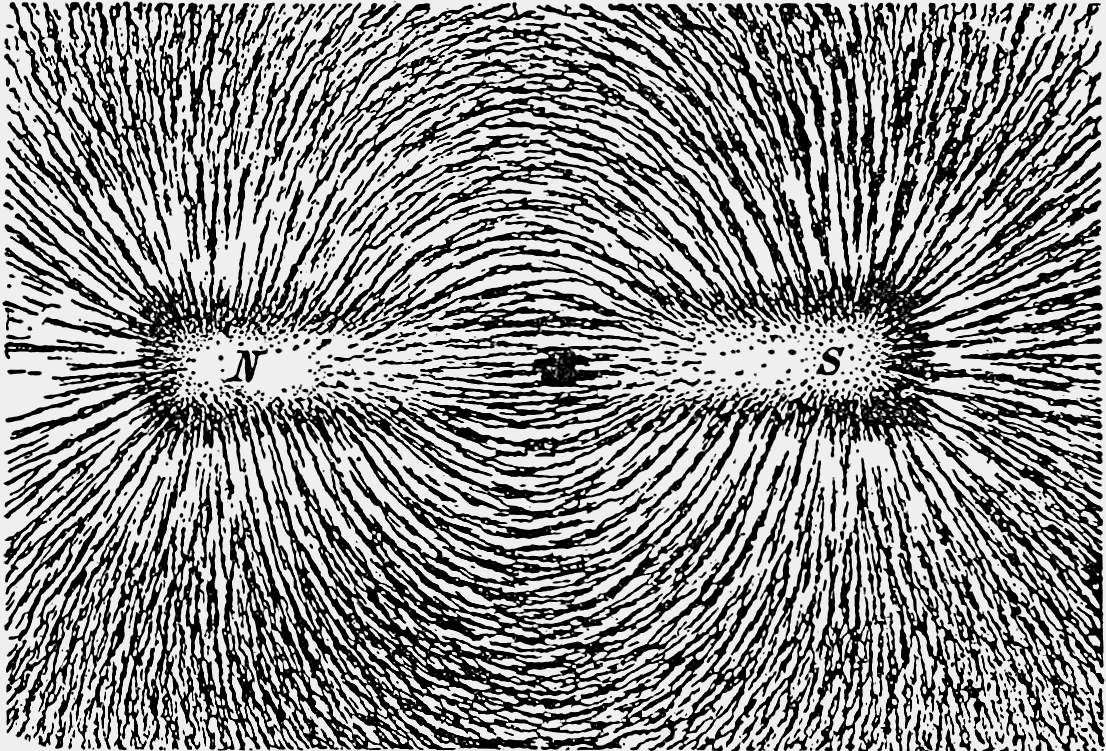
Силовые линии магнитного поля магнита, визуализированные железными опилками

Согласно уравнениям Максвелла,
{\displaystyle \mathrm {div} ~\mathbf {B} =0,\quad \mathrm {rot} ~\mathbf {H} ={\frac {\partial \mathbf {D} }{\partial t}}+\mathbf {j} },
где {\displaystyle \mathbf {H} } — напряжённость магнитного поля, {\displaystyle \mathbf {j} } — вектор плотности электрического тока.
В природе неизвестны магнитные монополи, поэтому магнитное поле может возникать лишь в результате изменения вектора электрической индукции (первое слагаемое в правой части 2-го уравнения) и протекания электрического тока (второе слагаемое в правой части 2-го уравнения).
Первое уравнение гласит, что дивергенция магнитного поля всегда равна нулю, то есть поле является вихревым и поэтому его силовые линии (линии магнитной индукции) всегда замкнуты, или иными словами магнитное поле не имеет ни источников, ни стоков.
В опытах силовые линии магнитного поля могут быть наглядно визуализированы при помощи ферромагнитных порошков либо суспензий их в жидкости.

## Гравитационное поле
В гравитационном поле силовые линии начинаются в бесконечности и заканчиваются на обладающих массой телах.
Гравитационное поле неподвижной системы тел в ньютоновском приближении является потенциальным. Но если тела совершают движение, например, вращаются друг вокруг друга как кратные звёзды, то гравитационное поле в инерциальной системе отсчёта перестаёт быть потенциальным.

## Поле скоростей

Трубка тока в жидкости или газе

Силовые линии векторного поля, описывающие мгновенное поле скоростей частиц жидкости или газа, называют линиями тока. Совокупность линий тока изображает картину течения в некоторый момент времени. Для случая стационарного течения линии тока совпадают с траекториями частиц.
Система дифференциальных уравнений, описывающих линию тока:
{\displaystyle {\frac {dx}{F_{x}}}={\frac {dy}{F_{y}}}={\frac {dz}{F_{z}}}},
где {\displaystyle F_{x},\ F_{y},\ F_{z}} — компоненты вектора поля скоростей, {\displaystyle x,\ y,\ z} — координаты. (Эта система согласуется с уравнением из преамбулы, если последнее расписать в проекциях: {\displaystyle dx/ds=F_{x}/|\mathbf {F} |}, откуда {\displaystyle dx/F_{x}=ds/|\mathbf {F} |}, и то же самое для {\displaystyle y}- и {\displaystyle z}- составляющих.) 
Линии тока течения жидкостей и газов могут быть визуализированы с помощью взвешенных частиц, внесённых в поток, например, алюминиевой пудры в жидкости или пыли в газе.
Пучок линий тока, выходящих из замкнутой кривой, не лежащей ни одной своей частью вдоль любой линии тока, образует трубку тока.
Также линии тока описывают в сплошной среде перемещение электрических зарядов — токи в электрических проводах и потоки энергии в полях вектора Умова — Пойнтинга.

## Построение силовых линий
По известному векторному полю {\displaystyle \mathbf {F} (\mathbf {r} )} можно построить силовую (интегральную) линию, проходящую через заданную точку с радиус-вектором {\displaystyle \mathbf {r} _{0}}. Единичный вектор {\displaystyle \mathbf {\tau } }, касательный к линии и сонаправленный с вектором поля, выражается в этой точке как {\displaystyle \mathbf {\tau } =\mathbf {F} (\mathbf {r} _{\text{0}})/|\mathbf {F} (\mathbf {r} _{\text{0}})|}.
При перемещении на небольшое расстояние {\displaystyle \Delta s} вдоль направления поля можно найти новую точку на линии:
{\displaystyle \mathbf {r} _{\text{1}}=\mathbf {r} _{\text{0}}+{\mathbf {F} (\mathbf {r} _{\text{0}}) \over |\mathbf {F} (\mathbf {r} _{\text{0}})|}\Delta s}.
Продолжая подобный процесс, получаем итерационную формулу для точек, принадлежащих линии:
{\displaystyle \mathbf {r} _{\text{i+1}}=\mathbf {r} _{\text{i}}+{\mathbf {F} (\mathbf {r} _{\text{i}}) \over |\mathbf {F} (\mathbf {r} _{\text{i}})|}\Delta s}.
Проведение кривой через полученные точки даст приближённое изображение искомой линии. Если уменьшать приращение длины {\displaystyle \Delta s} и увеличивать число шагов итерации, то точность нахождения линии будет увеличиваться. Назначая приращение {\displaystyle \Delta s} отрицательным, можно построить линию в обратную сторону от заданной точки. По сути, выше описан алгоритм численного решения уравнения из преамбулы.
Нередко требуется не вычислить одну интегральную кривую, а представить совокупность кривых.
Так как поле трёхмерно, а рисунок выполняется на листе бумаги, картину линий поля можно расчертить не во всех случаях, а только если вектор {\displaystyle \mathbf {F} } в выбранном сечении всюду лежит в нём. Скажем, можно изобразить линии поля двух точечных зарядов в содержащей их плоскости, но нельзя в плоскости, проходящей «мимо». Наносить много силовых линий неудобно и бессмысленно. Их либо рисуют в представляющей наибольший интерес области, либо (если цель в общей демонстрации) изображают таким образом, чтобы густота линий была пропорциональна полю. В последнем случае возникает вопрос выбора стартовых точек {\displaystyle \mathbf {r} _{\text{0}}} для запуска алгоритма. Единого подхода нет, но в простых случаях можно «расставить» эти точки вблизи источника поля. Так, возможна расстановка равноплотно на небольшом расстоянии от точечного заряда в проходящей через заряд плоскости, или вдоль диаметра кольца с током с учётом значений магнитного поля в содержащей этот диаметр плоскости симметрии кольца.
Как правило, расчёт силовых линий требует применения численных методов. Но в ряде специально подобранных в учебных целях примеров линии поля можно получить путём решения системы дифференциальных уравнений, упоминавшейся в разделе о линиях тока.